# Stora Svedjeskäret
Stora Svedjeskäret är en ö i Finland.   Den ligger i den ekonomiska regionen  Vasa  och landskapet Österbotten, i den västra delen av landet, 400 km nordväst om huvudstaden Helsingfors. Arean är 0,13 kvadratkilometer.
Terrängen på Stora Svedjeskäret är mycket platt.